# Zelene beretke

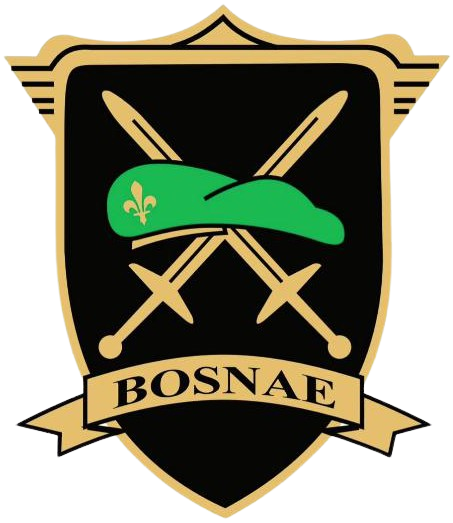
Logo Zelene beretke

Zelené barety (bosensky Zelene beretke) byly bosňáckou paravojenskou organizací založenou v Sarajevu 10. června 1992 v Domě milice (Dom milicije). Její příslušníci se účastnili války v Bosně a Hercegovině mezi lety 1992 a 1995. Organizace svůj název odvozovala od zelené barvy, se kterou se identifikovalo bosňácké obyvatelstvo islámské víry, a rovněž podle Zelených baretů, elitní americké vojenské formace. V čele Zelených baretů stál elektrotechnik Emin Švrakić.
Zelené barety se mimo jiné podílely na útoku na vojenskou kolonu Jugoslávské armády v Sarajevu v květnu 1992. Později bojovaly proti jednotkám bosenských Srbů v severní a střední Bosně. Jugoslávská (prosrbská) média na začátku roku 1992 o Zelených baretech často informovala jako o ozbrojených muslimských bandách terorizujících srbské obyvatelstvo.
V současné době některé ulice ve městech Federace Bosny a Hercegoviny nesou jejich jméno. Organizace byla v půlce roku 1992 integrována do Armády Republiky Bosny a Hercegoviny.